# Greña (pan)

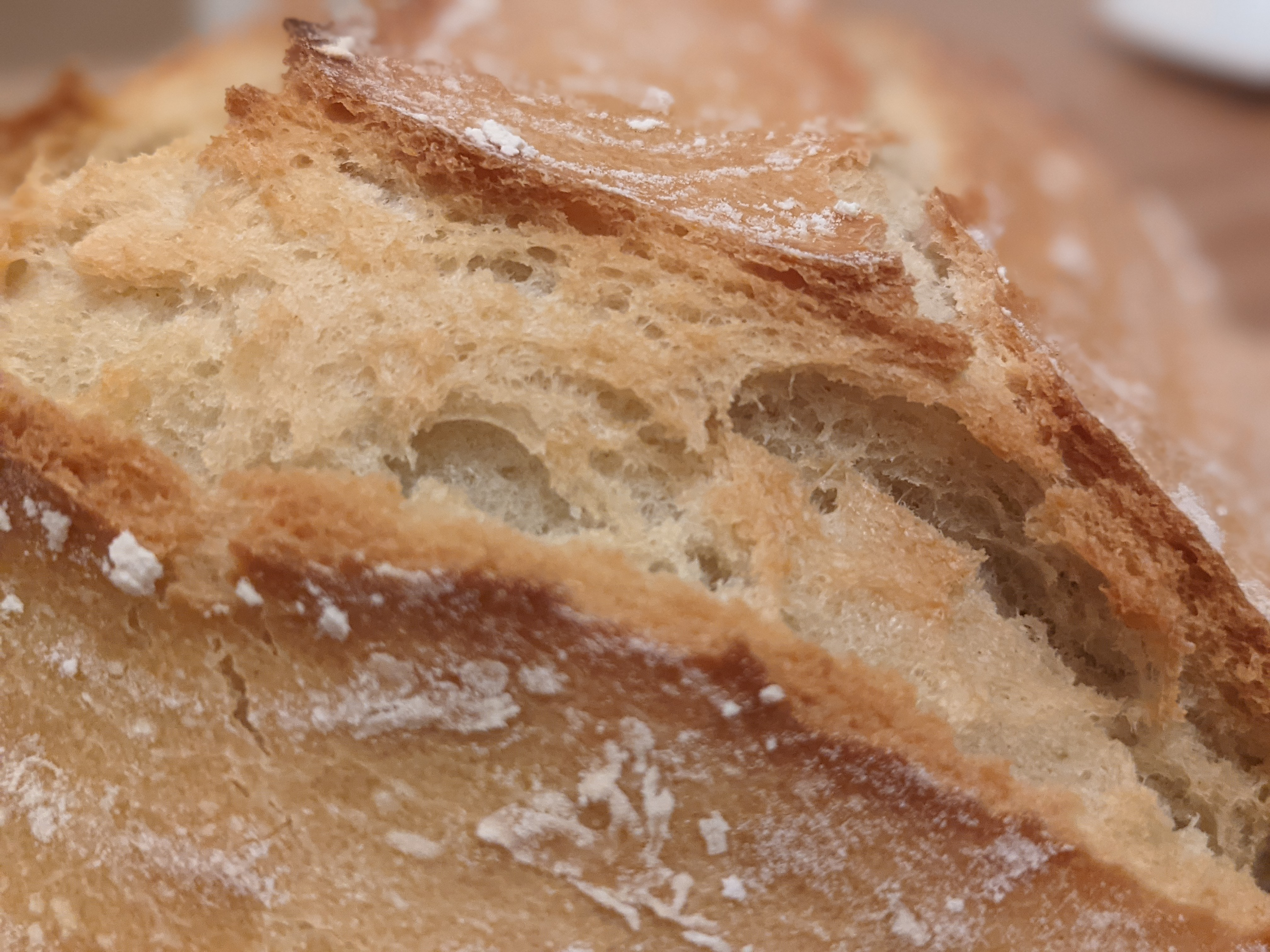
Greña en un pain de campagne

En panadería, la greña (del francés grigne, 'pliegue') es el pliegue superficial del pan, fruto del corte que se le realiza a las piezas justo antes de ser horneadas. De esta manera se libera la humedad contenida en la masa y se cocina de forma homogénea. Al cocinarse, el pan se expande y se abre por la greña, dándole su característica apariencia al pan. La greña hace que el pan sea más ligero y voluminoso. Dependiendo de la variedad de pan, el tipo de masa, el panadero o la finalidad que se desee, el greñado del pan puede ser de muchas formas y tamaños: una sola greña longitudinal, o varias dispuestas diagonalmente, dos en forma de cruz o incluso en espiral, son algunas formas comunes. También hay panes que no requieren greñado, como la chapata, o que se greñan por sí solos, como el pan de payés.

## Origen
Desde la Antigüedad hasta hace pocas décadas, el pan en Europa se realizaba principalmente de forma casera y luego las masas eran llevadas a un horno comunal donde se horneaban las de todos. Se cree que la técnica del greñado surgió de la necesidad de diferenciar los panes de cada uno. A pesar de que hoy en día ya no existen los hornos públicos, el greñado se ha mantenido por sus virtudes a la hora de cocinar el pan. 
En ciertas panaderías tradicionales todavía hoy se conservan formas primigenias de greñar previas al surgimiento del corte por cuchillo. Por ejemplo, existe una hogaza tradicional en Aragón conocida como pan de cinta, que debe su nombre al largo apéndice de masa que se le extrae de la masa por uno de sus lados y se dispone a lo largo de la superficie, provocando que el pan se greñe por esa línea. Inclusive, otros panes de la zona se greñan con los antebrazos (pan de moños) o con los codos (pan de colzes).

## Técnica de greñado

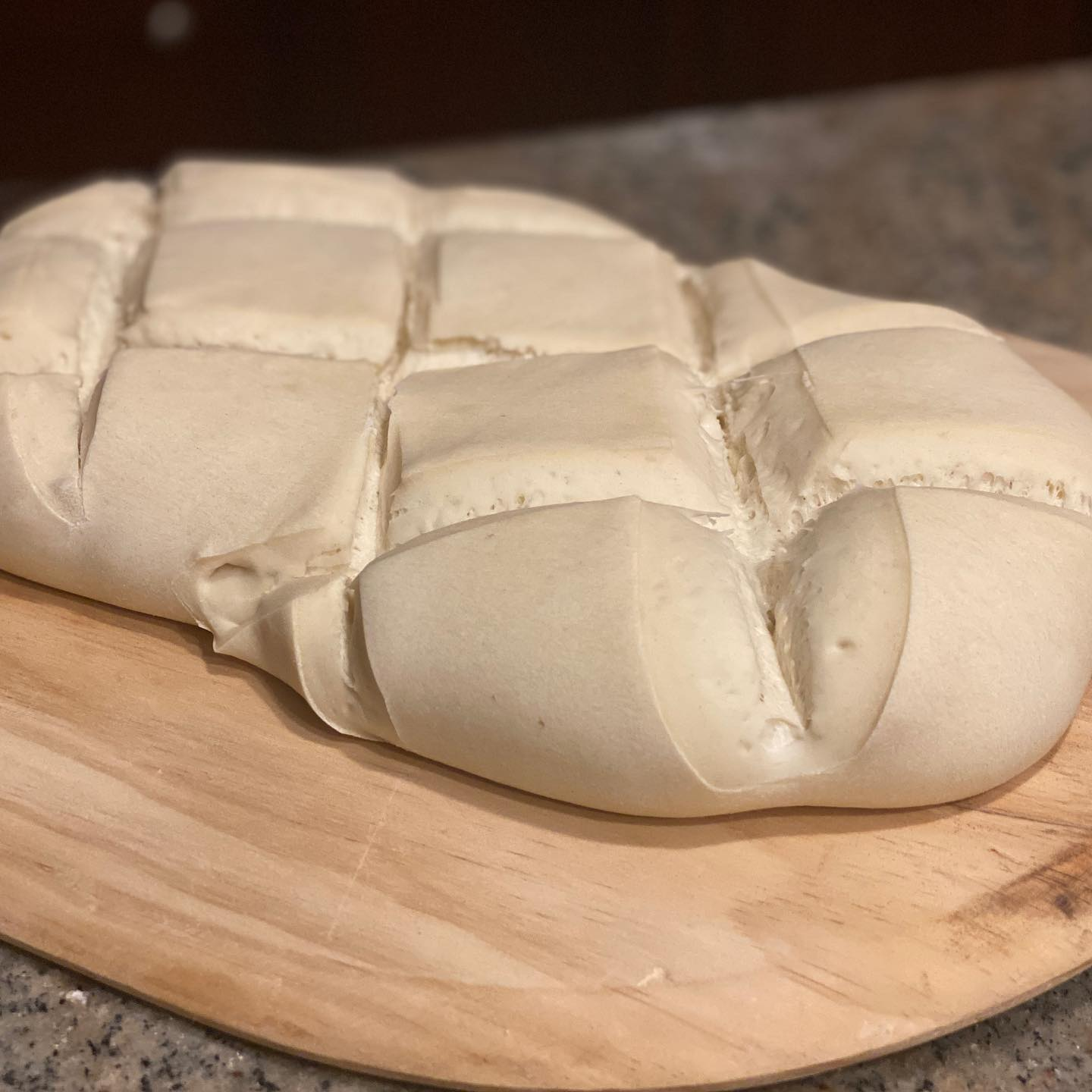
Masa candeal fermentando, ya greñada.

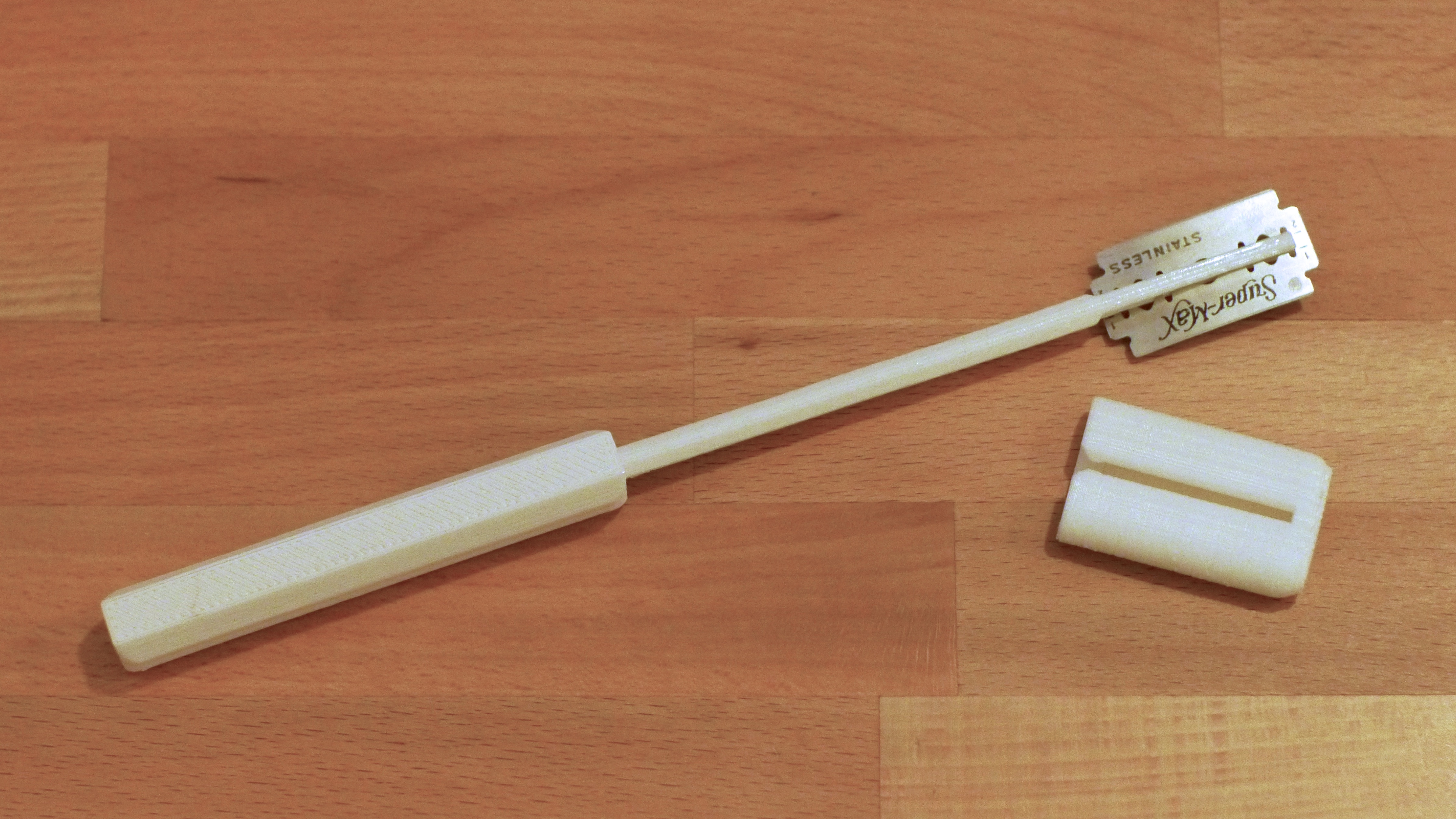
Lame o cuchilla de panadero

Si la masa está bien hecha, el gluten formará una capa o membrana resistente que impide la evaporación del agua de la masa. Por ello, es necesario greñar el pan, para ayudarlo a liberar el exceso de humedad y CO2 y, en última instancia, cocinarlo. Además, la greña indica al pan por dónde debe hincharse, evitando «reventones» por zonas indeseadas.
Hay panes, como el de centeno, que por la baja calidad de su gluten no necesitan un greñado para abrirse. Algunos de trigo, como el pan de payés español, tampoco. Este tipo de panes tienen la capacidad de formar sus propias greñas en el horno.
Dependiendo del pan, se greña antes o después de la fermentación.
Las incisiones se realizan con un cuchillo muy afilado. Los profesionales usan la cuchilla de panadero (conocida por su nombre en inglés, lame; dicho /leɪm/) que es similar a la cuchilla de afeitar pero muy afilada. Se recomienda hacer las greñas con la cuchilla inclinada, ya que una greña vertical acelera la pérdida de gas, resultando en un pan poco voluminoso. El greñado vertical se reserva para los panes candeales (de masa dura). Dependiendo de la inclinación y curva, la greña se expande de una forma u otra. Cuanto más dura la masa, más profunda se recomienda que sea la greña.

### Formas
- Cortes inclinados: es la más común para panes de barra, como la baguette. El número de cortes depende del largo del pan.
- Corte recto longitudinal: se suele hacer en panecillos, panes de pequeño tamaño. La greña recorre el centro del pan de un extremo al otro.
- Corte en espiga: una línea recta longitudinal, y varias laterales en diagonal, dibujando una espiga.
- Corte en cruz: las greñas en forma de cruz permiten una cocción uniforme en hogazas redondas y de gran tamaño.

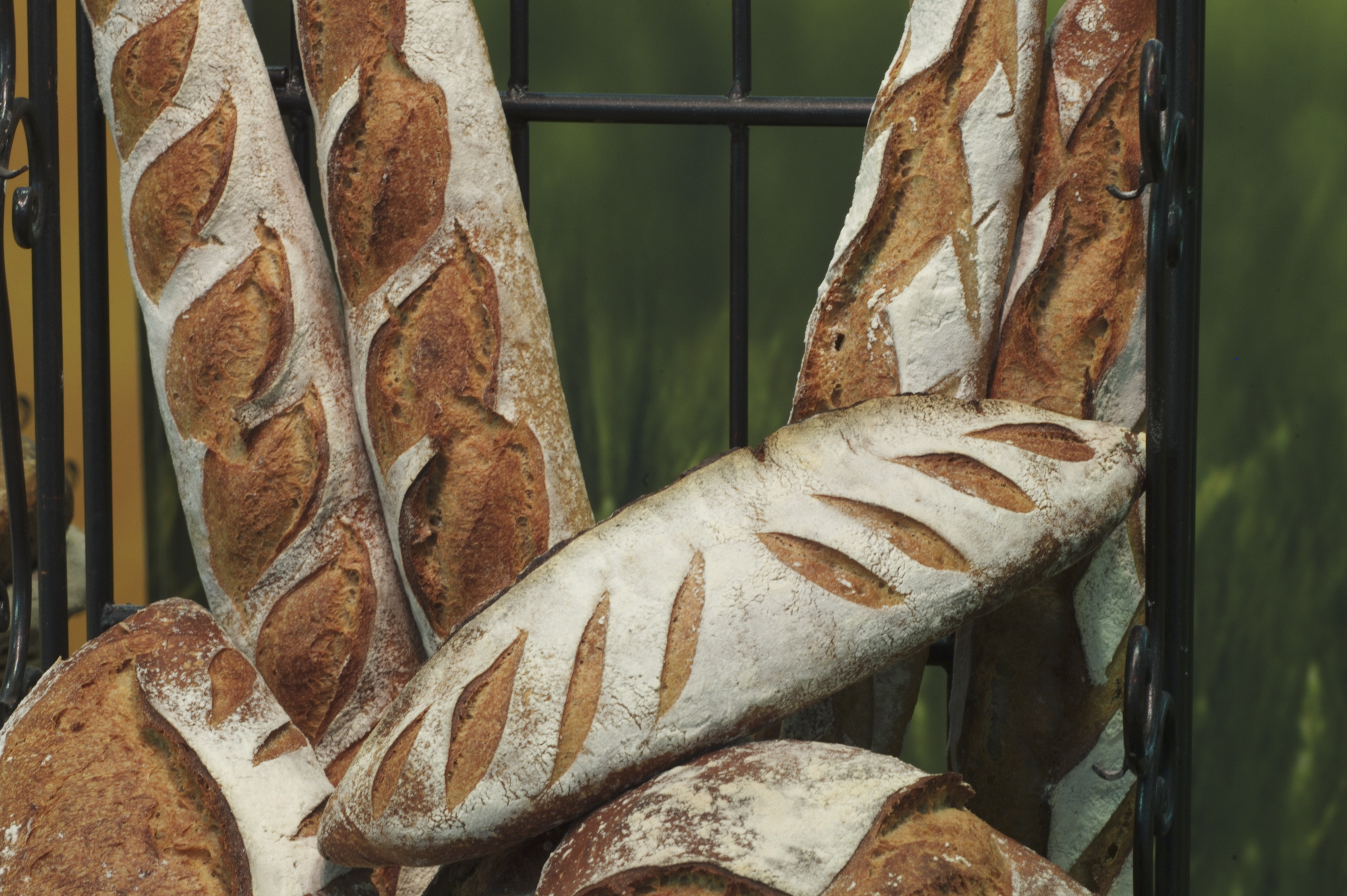
Diferentes diseños de greñado

- Corte en cuadros: las greñas con formas cuadriláteras también se pueden ver en panes tradicionales. Se forma a partir de líneas horizontales y verticales, que pueden ser de dos a diez o más por lado.
- Corte en diamante: las incisiones son diagonales, cruzándose por los extremos en forma de rombos.
- ... etc. (Hay incontables diseños de greñado)

El lame no se utiliza para los «cortes profundos», que son los siguientes:
- Corte fougasse: las incisiones se realizan con una rasqueta y son profundas hasta el punto de hacerle grandes agujeros la masa. Su máximo exponente es la fougasse provenzal.
- Corte espiga o épi: en Francia se puede encontrar el pain d'épi, que no es más que una barra a cuya masa se le han aplicado cortes con tijeras, sin llegar a separar las partes, dándole una forma parecida a una espiga de trigo.[11] Épi quiere decir 'espiga'.

### Resultado
Es frecuente en panaderos primerizos que el greñado no salga bien. Si la greña se abre demasiado, corre el riesgo de que el pan se desparrame. O bien lo contrario: se hace una greña pero la masa no llega a hincharse correctamente. Una masa muy hidratada no se deja greñar bien, ya que los cortes tienden a soldarse (por eso las chapatas no se greñan). Muchos otros factores pueden contribuir a un greñado fallido.